# Brunnsbo musikklasser

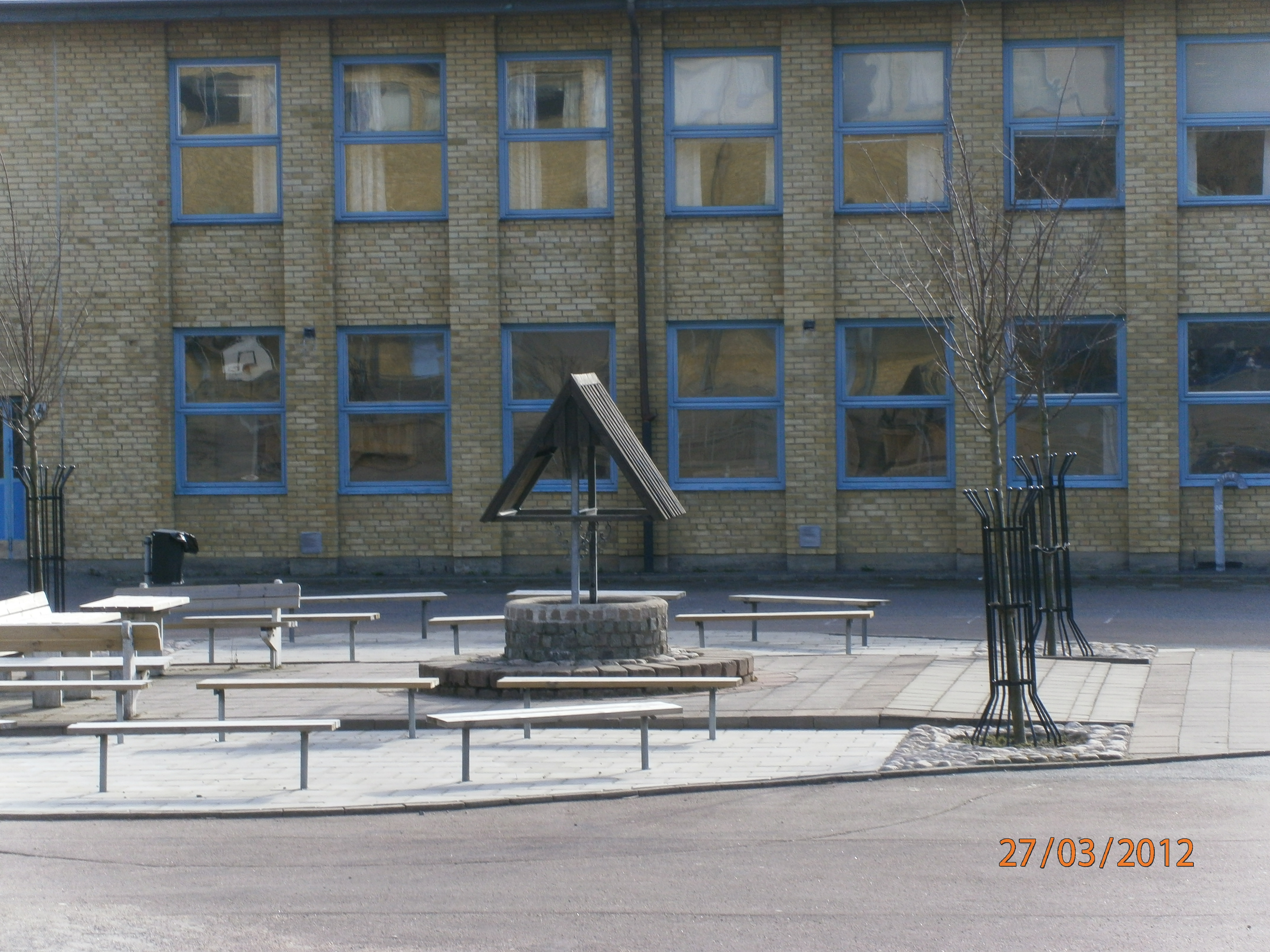
Brunnen på Brunnsboskolans skolgård år 2012

Brunnsbo musikklasser finns på Brunnsboskolan i Göteborg. Musikklasserna startades år 1985 under ledning av Anne Johansson och Kerstin Ricklund. Musikklasserna på Brunnsbo har musiklära och körsång på schemat ungefär fem gånger i veckan. Eleverna söker en plats i musikklassen på höstterminen i årskurs 3 och gör ett sångtest inför musiklärarna. I årskurs 4 börjar eleverna sedan i musikklass och går där fram till och med årskurs 9.   
Brunnsbo musikklasser gör konserter och andra framträdanden varje år och har bland annat medverkat i Jultrad-i-ton på Göteborgsoperan, Leve klotet-galan (2008) och Marching for life på Scandinavium, Bingolotto och besökt Riksdagshuset. 
Varje år medverkar alla musikklasserna på Brunnsbo tillsammans i minst två konserter, jul- och luciakonserten i Johannebergskyrkan och vårkonserten i Göteborgs konserthus. Varje år är också alltid två olika höstkonserter i skolans aula och på våren har det oftast varit en dramakonsert på Artisten där de samarbetat med Anci Hjulström och Simon Ljungman. Varje år runt Lucia är också de flesta klasserna runt på luciatåg över hela Göteborg. Brunnsbo musikklasser gör sammanlagt över 100 framträdanden per år [källa behövs] och gör konsertresor till bland annat England och Italien. Utbyten med andra körer och musikklasser sker också med jämna mellanrum.
Nuvarande körledare för Brunnsbo musikklasser är Patrik Wirefeldt och Kicki Rosén Bejstam.
År 2022 medverkade Brunnsbo musikklasser i SVT:s Luciamorgon vid Gräfsnäs slottsruin.

## Diskografi
Brunnsbo musikklasser har också spelat in ett antal skivor:
- Jubileumsjul
- "Come Along" (med Brunnsbo musikklassers flickkör och Göteborgs Ungdomskör)
- "Juleklockor"
- "Kom, följ med oss! Julsånger från Polen"
- "Jultrad-i-ton"
- "Favoritsånger från Pippi, Emil, Madicken..."